# Give Me Flowers While I'm Living
Give Me Flowers While I'm Living är en sång skriven av Louise Certain (som gift Louise Scruggs), Elvin Bigger och Gladys Staycer, och inspelad av Lester Flatt & Earl Scruggs 1957. Med text på svenska av Christer Jonasson spelades den in 1981 av FJK, som Liljor. Den spelades också in av bland andra Vikingarna (1983) och Alf Robertson (1985).

### Fotnoter
1. ↑  Joakim Tegblom. ”Låtar du trodde var svenska”. Arkiverad från originalet den 26 oktober 2013. https://web.archive.org/web/20131026075436/http://gotiskaklubben.wordpress.com/2013/09/22/latar-du-trodde-var-svenska/. Läst 9 juni 2013.
2. ↑  ”Kungens kobra”. Svensk mediedatabas. 20 mars 1981. http://smdb.kb.se/catalog/id/001886137. Läst 9 juni 2013.
3. ↑  ”Kramgoa låtar 11”. Svensk mediedatabas. 20 mars 1983. http://smdb.kb.se/catalog/id/001888864. Läst 9 juni 2013.
4. ↑  ”Liljor”. Svensk mediedatabas. 20 mars 1985. http://smdb.kb.se/catalog/id/001890136. Läst 9 juni 2013.